# Pheta
Pheta (nep. फेटा) – gaun wikas samiti w środkowej części Nepalu w strefie Narajani w dystrykcie Bara. Według nepalskiego spisu powszechnego z 2001 roku liczył on 854 gospodarstw domowych i 6000 mieszkańców (2948 kobiet i 3052 mężczyzn).